# Yesterday
"Yesterday" là ca khúc của ban nhạc The Beatles trích từ album năm 1965, Help! của họ. Cho dù nó được ghi công sáng tác là cho cặp đôi Lennon-McCartney, ca khúc này thực tế được Paul McCartney viết toàn bộ. Đây là một trong những ca khúc nổi tiếng nhất lịch sử âm nhạc với khoảng 2.200 bản hát lại từng được biết tới. Khi mới được ra mắt cùng với album, "Yesterday" được phát hành dưới dạng đĩa đơn ở Mỹ (chứ không phải ở Anh) và chiếm được vị trí số 1 tại đây. Ở Anh, ca khúc sau đó cũng có mặt trong top 10 với bản hát lại của Matt Monro. "Yesterday" được đài BBC Radio 2 bình chọn là ca khúc hay nhất của thế kỷ 20 năm 1999, và ngay năm sau đó cũng được các nhà chuyên môn và độc giả bình chọn ở vị trí số một trong số các ca khúc pop vĩ đại nhất do kênh MTV cũng như tạp chí Rolling Stone tổ chức. Năm 1997, ca khúc được tôn vinh tại Đại sảnh danh vọng Grammy. Broadcast Music, Inc. thống kê rằng ca khúc này đã từng được trình diễn ít nhất là 7 triệu lần chỉ riêng trong thế kỷ 20.
"Yesterday" là một bài hát buồn nói về chuyện tình tan vỡ và được viết cho đàn guitar acoustic. McCartney là Beatle duy nhất có mặt trong phòng thu lúc đó, và đây trở thành ca khúc đầu tiên của ban nhạc mà chỉ có sự đóng góp của duy nhất 1 thành viên. Ca khúc được bè bằng dàn đàn dây tứ tấu. Bản thu cuối cùng của ca khúc này mang phong cách quá khác biệt so với các ca khúc khác của The Beatles, cho nên ban nhạc đã quyết định không phát hành bài hát dưới dạng đĩa đơn tại Anh (tuy nhiên, cuối cùng họ lại phát hành nó vào năm 1976). Vào năm 2000, McCartney đã từng đề nghị Yoko Ono đổi phần tác quyền đối với riêng ca khúc này từ Lennon-McCartney thành McCartney-Lennon trong tuyển tập The Beatles Anthology, song Ono đã từ chối.

## Sáng tác
Theo những người viết sử của ban nhạc The Beatles, Paul McCartney đã viết ca khúc này theo giai điệu trong giấc mơ của anh một đêm tại ngôi nhà ở phố Wimpool mà anh ở cùng bạn gái Jane Asher và gia đình. Ngay khi tỉnh dậy, anh đã lao ngay tới chiếc piano và chơi lại khúc nhạc vì sợ quên mất nó.
Ban đầu McCartney có cảm giác rằng anh thực tế đã đánh cắp sản phẩm của một ai đó. Anh nói thêm "Suốt cả tháng tôi đã đi quanh hỏi những người làm trong âm nhạc để xem họ đã từng nghe giai điệu này chưa. Cái cảm giác đó như kiểu cầm một thứ gì đó trong tay để đem đi hỏi cảnh sát vậy. Tôi nghĩ rằng nếu không có ai nhận nó về mình thì tôi có quyền sở hữu nó."
Sau khi khẳng định được rằng mình không lấy cắp của bất kỳ ai, McCartney bắt đầu việc viết lời cho ca khúc này. Cũng như nhiều lần làm việc khác của Lennon và McCartney, một cái tên tạm thời được chọn "Scrambled Eggs" (câu hát đầu tiên được viết là "Scrambled Eggs/ Oh, my baby how I love your legs") cho tới khi phần lời hợp lý hơn được hoàn thiện. Trong cuốn tự truyện của mình – Paul McCartney: Many Years from Now – McCartney nhớ lại: "Đầu tiên là tôi phải rà lại phần giai điệu, và mọi người nói với tôi: "Ồ không, nó thật lãng mạn; tôi chắc chắn rằng đó là của anh." Nó khiến tôi mất chút thời gian để khẳng định lại, và cuối cùng tôi cũng có câu khẳng định như của một thám tử vậy. Tôi ký tên ngắn gọn và nói: "Ok, vậy nó là của tôi!" Chưa có từ nào được viết cả. Vậy nên tôi đặt tên "Scrambled Eggs"."
Trong quá trình quay phim Help!, một chiếc piano lớn được đặt tại trường quay đã giúp McCartney thêm nhiều thời gian suy nghĩ về ca khúc. Đạo diễn Richard Lester đã bị quấy rầy bởi việc này và yêu cầu hoặc McCartney hoàn thiện ca khúc, hoặc chiếc piano sẽ bị rời đi. Sự kiên nhẫn của các Beatle khác cũng bị thử thách với lần làm việc này của McCartney. George Harrison nói: "À, anh ta cứ luôn mồm nhắc tới ca khúc đó. Có lẽ phải nghĩ anh ta là Beethoven hay ai khác nữa!"
McCartney nói rằng anh bắt đầu viết "Yesterday" trong tour diễn của The Beatles tại Pháp vào năm 1964. Tuy nhiên ca khúc chỉ được phát hành vào mùa hè năm 1965. Trong khoảng thời gian đó, ban nhạc đã cho phát hành tận 2 album, A Hard Day's Night và Beatles for Sale. Cho dù McCartney phải mất thời gian để khẳng định được bản quyền ca khúc, vấn đề chậm trễ trong phát hành chủ yếu tới từ những khúc mắc giữa McCartney và George Martin về việc hòa âm, cũng như việc các Beatle khác không đồng ý ca khúc này do quá khác với phong cách của ban nhạc lúc đó.
Lennon sau này đã nói về việc ca khúc này đã phải bị đình trệ một thời gian: "Ca khúc đã bị hoãn từ tháng này qua tháng khác cho tới khi chúng tôi thực sự hoàn thiện nó. Cứ mỗi khi chúng tôi bên nhau để viết nhạc và thu âm, ca khúc này lại được đưa ra. Chúng tôi đã gần như hoàn chỉnh nó. Paul đã viết nó một cách hoàn hảo, nhưng cậu ấy chưa có một cái tên thực sự hay. Trước kia chúng tôi gọi nó là "Scrambled Eggs" tới mức nó thành trò đùa của cả nhóm. Chúng tôi đã thảo luận và thống nhất rằng một cái tên có 1 từ duy nhất sẽ là lựa chọn phù hợp nhất với ca khúc này. Rồi bỗng một sáng Paul tỉnh dậy với ca khúc lẫn nhan đề, tất cả đều hoàn thiện. Tôi rất tiếc rằng lúc đó, chúng tôi đều thấy nó thật buồn cười."
McCartney nói rằng bước ngoặt với anh trong việc viết lời ca khúc là chuyến đi Bồ Đào Nha vào tháng 5 năm 1965: "Tôi nhớ rằng mình vẫn nghiền ngẫm giai điệu của "Yesterday", rồi bỗng nhiên tôi có từng từ một cho đoạn vào đầu tiên. Tôi bắt đầu có những ý tưởng, da-da da, yes-ter-day, sud-den-ly, fun-il-ly, mer-il-ly rồi Yes-ter-day, à thật tuyệt, all my troubles seemed so far away. Thật dễ dàng viết lời với vần này: say, nay, today, away, play, stay, cũng không cần nhiều nhịp và mấy từ đó cũng rất tự nhiên, và vì thế tôi đã có được tất cả chúng trong chuyến đi đó. Sud-den-ly, và lại nữa tôi có rất nhiều từ cùng vần với nhau: e, me, tree, flea, we, và tôi đã có tất cả những thứ cơ bản nhất."
Ngày 27 tháng 5 năm 1965, McCartney và Asher cùng bay tới Lisboa và nghỉ tại Albufeira, Algarve. McCartney đã mang theo cây guitar acoustic mà anh mượn của Bruce Welch, và ở đó anh đã hoàn thiện "Yesterday". Bản demo được đưa cho Chris Farlowe trước khi đem đến buổi thu của The Beatles, song Farlowe không hài lòng vì cho rằng bản này "quá mềm mại".

## Thu âm

### Công việc phòng thu

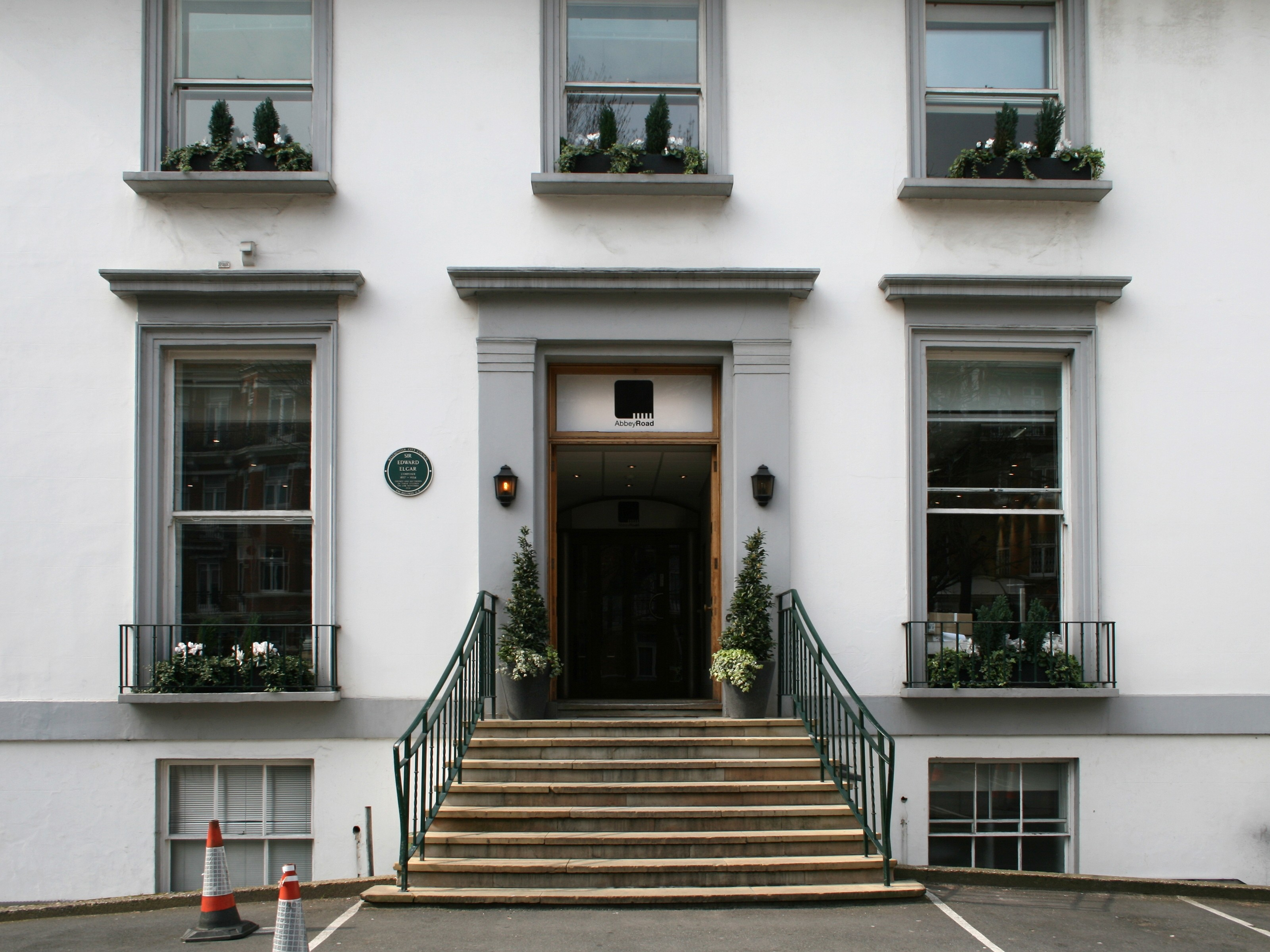
Abbey Road Studios, nơi The Beatles thu âm "Yesterday"

Ca khúc được thu âm tại Abbey Road Studios vào ngày 14 tháng 6 năm 1965, ngay sau khi hoàn tất ca khúc "I'm Down" và chỉ trước sinh nhật McCartney 4 ngày. Có một tranh luận nhỏ vào lúc đó về việc sẽ thu âm ca khúc này như thế nào: hoặc là chỉ có mình McCartney, hoặc là đầy đủ tất cả các thành viên của ban nhạc. Có vài tài liệu viết rằng McCartney cùng các Beatle đã thử thu âm "Yesterday" với nhiều loại nhạc cụ khác nhau, trong đó có cả trống và organ, trước khi George Martin thuyết phục được họ chỉ để McCartney chơi chiếc guitar acoustic Epiphone Texan cùng với phần bè bởi dàn tứ tấu dây. Cũng chính vì thế, không có bất cứ thành viên nào khác của ban nhạc xuất hiện trong bản thu cuối cùng. Tuy nhiên, ca khúc này sau đó đã được toàn bộ ban nhạc chơi trong một buổi diễn vào năm 1966 ở giọng Sol trưởng chứ không phải Fa trưởng như bản gốc.
McCartney đã thu âm "Yesterday" làm hai bản. Bản thứ 2 được coi là tốt hơn nên được chọn làm bản để chỉnh âm. Tới ngày 17 tháng 6, phần hát bè bởi chính McCartney cùng phần bè tứ tấu dây đã được ghi đè và ca khúc có được phiên bản phát hành.
Bản thu thứ nhất không có dàn dây sau này được cho vào trong album Anthology 2. Trong bản thu này, McCartney có trao đổi với George Harrison trước khi bắt đầu, song Harrison không tham gia sau đó vào phần thu âm. Bản thu này cũng có 2 câu khác với bản thu phát hành "There's a shadow hanging over me/ I'm not half the man I used to be" và ta có thể nghe thấy McCartney đã tự cười lỗi hát sai lời của mình.
Năm 2006, trước khi album Love được phát hành, George Martin cũng nói về phần thu âm của ca khúc này: "Paul chơi guitar và hát nó live tại phòng thu, với một chiếc mic ở guitar và một chiếc thu giọng cậu ấy. Dĩ nhiên là tiếng guitar cũng vang tới chiếc mic thu giọng hát, và ngược lại. Có một chút lẫn lộn âm thanh ở đây. Tôi thì phụ trách dàn tứ tấu dây. Các nghệ sĩ được yêu cầu chơi nhạc với tai nghe, vậy nên tôi cho họ nghe giọng của Paul và guitar ở 2 bên tai nghe khác nhau. Vậy là có sự hòa trộn giữa giọng Paul, guitar với dàn dây."

### Tranh cãi về việc phát hành
Về vấn đề này, Martin nói: ""Yesterday" không hoàn toàn là một ca khúc của The Beatles, vậy nên tôi hỏi Brian Epstein: "Anh biết đây là một ca khúc của riêng Paul... Vậy nên ta nên ghi nó dưới tên Paul McCartney?" Anh ấy trả lời: "Không, cho dù bất kể chuyện gì thì chúng ta cũng không được phép chia nhỏ The Beatles.""

### Phần chỉnh âm surround trong albumLove
Vấn đề về lẫn lộn âm trong ca khúc này được đề cập sau đó trong quá trình chỉnh âm surround cho album Love. Album cuối cùng đã quyết định đưa phần âm lẫn lộn đó vào. Martin giải thích trong những dòng giới thiệu album: "Chúng tôi đã khổ sở về việc đưa "Yesterday" tới buổi diễn. Đó là một ca khúc nổi tiếng, một biểu tượng của thời đại, nhưng có phải là đã được nghe quá nhiều rồi không? Câu chuyện về dàn tứ tấu dây thì ai cũng đều biết, song mới chỉ có vài người được biết về những kỹ thuật thu âm. Cho dù phía không đồng ý đưa ca khúc này tới album có vẻ rất mạnh, nhưng chẳng lẽ chúng ta lại cố ý quên tới công việc kỳ diệu đó? Chúng ta đã từng giới thiệu nó qua "Blackbird" của Paul, và nghe lại nó bây giờ thì tôi thấy tôi có lý do để giới thiệu thêm cả "Yesterday". Sự đơn giản của nó thực tế lại chạm vào trái tim một cách rất trực tiếp."

## Cấu trúc

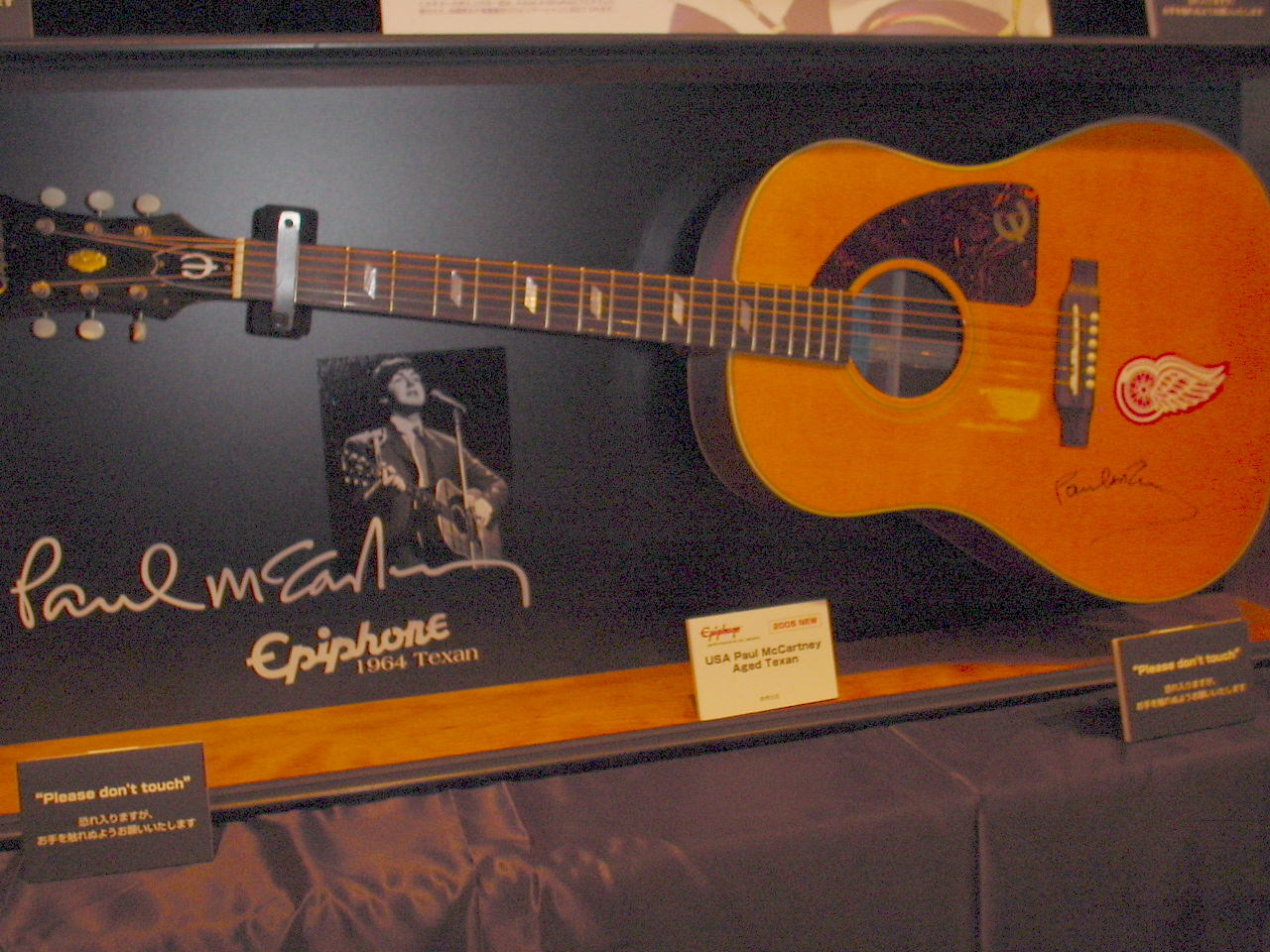
Chiếc guitar acoustic Epiphone Texan mà Paul McCartney sử dụng để chơi "Yesterday".

Cho dù được thể hiện khá đơn giản với chỉ một mình Paul McCartney cùng chiếc guitar acoustic Epiphone Texan, phần bè nền được kéo bởi dàn tứ tấu dây, "Yesterday" lại có thể được chia ra làm 2 đoạn, tách biệt rõ ràng về giai điệu cũng như nhịp.
Đoạn thứ nhất ("Yesterday, all my troubles seemed so far away...") được bắt đầu với hợp âm Fa trưởng (nốt thứ 3 trong hợp âm không được đánh), rồi chuyển sang Em7, A7 rồi Rê thứ. Theo trình tự này, các hợp âm chủ đạo thực tế là để nguỵ trang: nhà nghiên cứu âm nhạc Alan W. Pollack cho rằng hợp âm chủ đạo (Fa trưởng) thực tế được viết để "dẫn tới hợp âm bè Rê thứ". Ông cũng nhấn mạnh rằng cách viết này có thể được bắt gặp thường xuyên ở bộ đôi Lennon-McCartney, như kiểu một "món quà tới muộn".
Đoạn thứ hai ("Why she had to go I don't know..."), theo Pollack, không có nhiều ngạc nhiên ở phần lý thuyết nhạc bằng phần âm thanh mà nó tạo ra. Được bắt đầu ở Em7, phần hòa âm được chuyển liên tục từ La trưởng, Rê thứ, rồi sau đó B♭ trước khi trở lại với Fa trưởng. Lúc đó, McCartney giữ nốt Fa để dàn dây tiếp tục kéo về tới hợp âm chủ đạo để quay lại hát tiếp đoạn thứ nhất, rồi sau đó là đoạn hát mím môi kết thúc ca khúc.
Pollack miêu tả phần sáng tác "thực sự tạo cảm hứng", và coi đây là ví dụ về "tài năng (của Lennon và McCartney) trong việc tạo nên những nguyên tắc đầy phong cách". Đặc biệt, ông đề cao "đoạn khác biệt rất mỉa mai giữa thứ giai điệu ẻo lả được chơi bởi dàn tứ tấu với thứ giản dị, rất tự nhiên mà chính dàn dây đã chơi ở đoạn giữa ca khúc".
Hợp âm chủ đạo của ca khúc là Fa trưởng (thực tế, kể khi McCartney chỉnh đàn của mình xuống 1 cung, người ta có thể thấy anh chơi ca khúc này ở hợp âm Sol) – hợp âm mở đầu trước khi chuyển tới hợp âm Rê thứ. Giọng thứ được lựa chọn trong đoạn chuyển hợp âm ii-V7 này (Em và A7 được sử dụng), giúp ca khúc có một cấu trúc rất vững chắc. A7 cũng có thể được coi là giọng thứ chính trong hợp âm V/vi. Hợp âm G7 trong đoạn chuyển cũng được coi là giọng thứ chính (hợp âm V/V), tuy nhiên thay vì chọn nó là hợp âm kết thúc, giống như từ A7 xuống Dm trong đoạn vào, McCartney lại chọn hợp âm IV: đó là B♭. Chuỗi chuyển hợp âm C–B–B♭–A đã cấu thành nên câu hát chính của ca khúc.
Dàn dây đã làm góp phần tăng thêm nỗi buồn của ca khúc, đặc biệt là phần cello kéo ở 2 đoạn chính giữa của đoạn chuyển với nốt "blues" thứ 7 ở đoạn sau (nốt E♭ được chơi sau câu hát "I don't know / she wouldn't say") cùng với chuỗi đi xuống của các hợp âm được kéo bởi viola từ đoạn chuyển trở về đoạn vào cũng như đoạn hát mím môi của McCartney ở lần thứ 2 (cũng là lần kết thúc bài hát). Phần kéo của viola và đoạn hòa âm ở hợp âm La trong đoạn vào cuối cùng là 2 đoạn nhỏ duy nhất của dàn dây được viết bởi McCartney chứ không phải George Martin.
Khi ca khúc này được trình diễn tại The Ed Sullivan Show, nó vẫn được chơi ở giọng Fa trưởng, song McCartney là Beatle duy nhất xuất hiện trên sân khấu, còn dàn nhạc của chương trình chơi phần bè dàn dây. Tuy nhiên, khi ban nhạc trình diễn ở Tokyo vào năm 1966, họ lại chơi ca khúc này ở giọng Sol trưởng. Khi McCartney tham gia chương trình The Howard Stern Show, anh đã nói rằng anh đã viết tất cả phần lời của "Yesterday" ở mặt sau một chiếc phong bì. Sau đó, McCartney cũng từng trình diễn bản gốc "Scrambled Eggs" với phần lời khác cùng với Jimmy Fallon và ban nhạc The Roots tại chương trình Late Night with Jimmy Fallon.

### Điểm tương đồng với các ca khúc khác
Vào năm 2001, Ian Hammond cho rằng McCartney đã viết "Yesterday" dựa theo ca khúc nổi tiếng của Ray Charles, "Georgia on My Mind", song cuối cùng Hammond vẫn cho rằng "Yesterday" là "một sản phẩm hoàn toàn cá nhân".
Tháng 7 năm 2003, nhiều nhà nghiên cứu âm nhạc ở Anh đã phát hiện thấy điểm tương đồng giữa ca khúc này với ca khúc của Nat King Cole, "Answer Me, My Love" (thực tế bản gốc là ca khúc tiếng Đức "Mütterlein" của Gerhard Winkler và Fred Rauch) và cho rằng McCartney đã bị ảnh hưởng lớn bởi ca khúc trên. Tuy nhiên người đại diện của McCartney đã phủ nhận những quy kết này. Trong "Yesterday", câu mở đầu là "Yesterday, all my troubles seemed so far away. Now it looks as though they're here to stay" còn đoạn thứ hai của "Answer Me, My Love" có câu hát "You were mine yesterday. I believed that love was here to stay. Won't you tell me where I've gone astray".

## Phát hành

Tới tận năm 1976, "Yesterday" mới được phát hành dưới dạng đĩa đơn tại Anh

Vì "Yesterday" quá khác biệt so với những sản phẩm và hình ảnh của The Beatles vào thời điểm đó, và cũng vì chỉ có duy nhất mình McCartney thể hiện, nên ban nhạc từ chối đưa ca khúc trở thành đĩa đơn ở Anh. Nhưng điều đó cũng không thể ngăn cản Matt Monro trở thành nghệ sĩ đầu tiên hát lại ca khúc này. Ấn bản của Monro cũng chen chân được vào top 10 ở Anh sau khi được phát hành vào mùa thu năm 1965.
Ảnh hưởng của The Beatles tới hãng đĩa ở Mỹ, Capitol, không rõ ràng như với hãng đĩa của họ tại Anh, Parlophone. Đĩa đơn của ca khúc này được phát hành theo kèm "Act Naturally" ở mặt B – một ca khúc mà Starr là người lĩnh xướng. Đĩa đơn được bày bán vào ngày 13 tháng 9 năm 1965, đứng đầu Billboard Hot 100 trong 4 tuần kể từ ngày 9 tháng 10. Tổng cộng, đĩa đơn tồn tại 11 tuần tại bảng xếp hạng, bán được khoảng 1 triệu đĩa trong vòng 5 tuần đầu tiên.
"Yesterday" là đĩa đơn thứ 5 trong chuỗi 6 đĩa đơn lập kỷ lục đứng đầu tại các bảng xếp hạng ở Mỹ của ban nhạc. Các đĩa đơn còn lại bao gồm "I Feel Fine", "Eight Days a Week", "Ticket to Ride", "Help!", và "We Can Work It Out". Kỷ lục này sau đó bị san bằng bởi Bee Gees vào những năm 1970, rồi sau đó bị phá bởi Whitney Houston vào những năm 1980. "Yesterday" cũng đánh dấu bước ngoặt khi đánh dấu người viết những đĩa đơn quán quân cho ban nhạc: với Help!, Lennon đã viết 5 đĩa đơn, còn kể từ đây, McCartney có 8 bắt đầu từ chính "Yesterday". Ngày 4 tháng 3 năm 1966, ca khúc được ra mắt dưới dạng EP ở Anh, với "Act Naturally" cùng ở mặt A và "You Like Me Too Much" với "It's Only Love" ở mặt B. Tới ngày 12 tháng 3, EP đã xuất hiện tại các bảng xếp hạng. Ngày 26 tháng 3, EP vươn lên vị trí số 1 và giữ vị trí đó suốt 2 tháng. Tới cuối năm, ban nhạc cũng đưa ca khúc này thành nhan đề của album Yesterday and Today (chỉ phát hành tại Mỹ).
Tận 10 năm sau, vào ngày 8 tháng 3 năm 1976, "Yesterday" mới được Parlophone phát hành dưới dạng đĩa đơn tại Anh với "I Should Have Known Better" ở mặt B. Xuất hiện tại các bảng xếp hạng kể từ ngày 13 tháng 3, đĩa đơn này tồn tại ở đó trong vòng 7 tuần song chỉ vươn lên cao nhất vị trí số 8 (tuy nhiên vào lúc đó, đĩa đơn phải cạnh tranh với ít nhất 3 album và 1 EP đều đã từng quán quân). Việc phát hành này diễn ra sau khi hợp đồng của The Beatles với EMI – công ty mẹ của Parlophone – hết hạn. Trong cùng ngày đó, EMI cũng phát hành hàng loạt đĩa đơn khác của ban nhạc, giúp họ có thêm 23 đĩa đơn nằm trong top 100 tại Anh, trong đó có 6 trong top 50.
Năm 2006, ca khúc này cũng được xuất hiện trong album Love. Ca khúc được bắt đầu với phần chơi guitar acoustic của ca khúc "Blackbird", rồi ca khúc này chuyển tông từ giọng Sol về Fa trưởng để bắt giai điệu sang "Yesterday".

## Đón nhận của công chúng
"Yesterday" là một trong những ca khúc được thu âm nhiều nhất lịch sử âm nhạc. Sách kỷ lục Guinness ghi rằng tính tới tháng 1 năm 1986, 1.600 bản thu của ca khúc này đã được công nhận, thể hiện bởi rất nhiều nghệ sĩ trong đó có Cilla Black, Marianne Faithfull, Tose Proeski, The Mamas and the Papas và Barry McGuire, The Seekers, Joan Baez, Donny Hathaway, Michael Bolton, Bob Dylan, Liberace, Bill Champlin, Frank Sinatra, Matt Monro, Elvis Presley, Ray Charles, Marvin Gaye, Daffy Duck, Jan & Dean, The Sylvers, Wet Wet Wet, P. P. Arnold, Plácido Domingo, The Head Shop, Billy Dean, Wing, En Vogue, LeAnn Rimes, Muslim Magomayev và Boyz II Men. Năm 1976, David Essex thu âm một ấn bản của ca khúc trong bộ phim tài liệu All This and World War II. Sau khi hãng Muzak chuyển sang hình thức thu âm thương mai vào những năm 1990, họ nhận được ít nhất 500 bản hát lại của "Yesterday". Tại lễ trao giải Grammy năm 2006, Paul McCartney đã hát bản mash-up của ca khúc cùng với bài hát "Numb/Encore" của bộ đôi Jay-Z/Linkin Park. "Yesterday" cũng là ca khúc ưa thích của Vladimir Putin.
"Yesterday" được trao giải thưởng Ivor Novello cho "Ca khúc nổi bật của năm 1965", và giành vị trí thứ 2 cho giải thưởng "Sáng tác của năm" sau chính một ca khúc khác của McCartney, "Michelle". Ca khúc cũng có được nhiều sự công nhận gần đây, như vị trí số 13 trong danh sách 500 bài hát vĩ đại nhất và số 4 tại 100 bài hát hay nhất của The Beatles bởi tạp chí Rolling Stone. Năm 1999, BMI xếp "Yesterday" ở vị trí số 3 trong danh sách các ca khúc được trình diễn nhiều nhât thế kỷ 20 với khoảng 7 triệu lần và chỉ đứng sau "Never My Love" của The Association và "You've Lost That Loving Feeling" của The Righteous Brothers. Đây cũng là ca khúc hay nhất thế kỷ 20 được bình chọn bởi đài BBC Radio 2. Ca khúc cũng từng được tiến cử vào Đại sảnh danh vọng Grammy năm 1997. Mặc dù nhận đề cử "Bài hát của năm" tại lễ trao giải Grammy năm 1966, "Yesterday" cuối cùng lại thua "The Shadow of Your Smile" của Tony Bennett.
Tuy nhiên, ca khúc cũng từng bị chỉ trích là nhàm chán và vô vị; Bob Dylan từng tuyên bố ghét ca khúc này và nói: "Nếu bạn bước vào Thư viện Quốc hội Mỹ, bạn sẽ tìm thấy cả đống thứ hay hơn bài hát này. Có cả triệu bài hát kiểu "Michelle" hay "Yesterday" đã từng được viết bởi Tin Pan Alley." Nhưng chỉ 4 năm sau, Dylan đã hát lại ca khúc này, thu âm song chưa bao giờ phát hành.
Chỉ ngay trước khi qua đời vào năm 1980, Lennon cho rằng phần ca từ của "Yesterday" "không mang một ý nghĩa cụ thể nào cả... Nó rất hay, nhưng nếu bạn đọc tất cả chúng, thì nó chả nói về một cái gì cả, rốt cục bạn không hiểu chuyện gì đã xảy ra hết. Cô ta đã bỏ đi và anh chàng thì mong quay lại ngày hôm qua – đó là tất cả những gì bạn hình dung ra, song nó lại chả có nghĩa gì hết... Rất đẹp, song tôi thì không bao giờ mong mình lại viết một ca khúc như vậy." "Paul đã viết một ca khúc rất hay. "Yesterday", một ca khúc tuyệt đẹp. Nhưng tôi lại không bao giờ muốn viết một ca khúc như vậy, tôi không tin vào ngày hôm qua... Cuộc sống chỉ bắt đầu ở tuổi 40, và tôi tin vào điều đó. Điều gì sẽ tới với tôi?" Lennon cũng từ đó liên hệ với 1 ca khúc trong album Imagine của mình, đó là "How Do You Sleep?" – ca khúc đối đầu trực tiếp với McCartney về chủ đề này khi anh viết "The only thing you done was Yesterday, but since you've gone you're just another day". Chính Lennon sau này đã thừa nhận với tạp chí Playboy rằng anh viết ca khúc này nhằm tự đối lập mình với McCartney. Năm 2012, thống kê từ BBC cho biết "Yesterday" hiện vẫn là bài hát thành công thứ tư mọi thời đại, liên quan đến tiền bản quyền đã trả, tích lũy tổng cộng số tiền lên tới 19.5 triệu bảng.

## Thành phần tham gia sản xuất
Theo Mark Lewisohn và Ian MacDonald
- Paul McCartney – hát chính và guitar acoustic.
- Tony Gilbert, Sidney Sax – violin.
- Kenneth Essex – viola.
- Francisco Gabarro – cello.

## Xếp hạng và chứng nhận doanh số
| Bảng xếp hạng (1965)                    | Thứ hạng cao nhất |
| --------------------------------------- | ----------------- |
| Úc (Kent Music Report)                  | 2                 |
| Áo (Ö3 Austria Top 40)                  | 10                |
| Bỉ (Ultratop 50 Flanders)               | 1                 |
| Hà Lan (Single Top 100)                 | 1                 |
| Na Uy (VG-lista)                        | 1                 |
| Hoa Kỳ Billboard Hot 100                | 1                 |
| Hoa Kỳ Cash Box Top 100                 | 1                 |
| West German Media Control Singles Chart | 6                 |
| Bảng xếp hạng (1976)                    | Thứ hạng cao nhất |
| Úc (Kent Music Report)                  | 86                |
| Hà Lan (Single Top 100)                 | 26                |
| Ireland (IRMA)                          | 4                 |
| Anh Quốc (OCC)                          | 8                 |
| Bảng xếp hạng (2010)                    | Thứ hạng cao nhất |
| Tây Ban Nha (PROMUSICAE)                | 44                |
| Ba Lan (Polish Airplay Top 100)         | 5                 |

| Quốc gia                                                                           | Chứng nhận | Số đơn vị/doanh số chứng nhận |
| ---------------------------------------------------------------------------------- | ---------- | ----------------------------- |
| Hoa Kỳ (RIAA)                                                                      | Vàng       | 1.000.000^                    |
| * Chứng nhận dựa theo doanh số tiêu thụ. ^ Chứng nhận dựa theo doanh số nhập hàng. |            |                               |